# Одинарская
Одина́рская (тат. Картавыл) — деревня в Вагайском районе Тюменской области России. Входит в состав Вершинского сельского поселения.

## География
Деревня находится в восточной части Тюменской области, в пределах подтаёжно-лесостепного района лесостепной зоны, на южном берегу озера Большой Уват, на расстоянии примерно 98 км (по прямой) к юго-востоку от села Вагай, административного центра района. Абсолютная высота — 61 м над уровнем моря.
Часовой пояс
Деревня Одинарская, как и вся Тюменская область, находится в часовой зоне МСК+2. Смещение применяемого времени относительно UTC составляет +5:00.

## Население
| 2010 |
| ---- |
| 320  |

Половой состав
По данным Всероссийской переписи населения 2010 года, в гендерной структуре населения мужчины составляли 53,4 %, женщины — соответственно 46,6 %.
Национальный состав
Согласно результатам переписи 2002 года, в национальной структуре населения татары составляли 100 % из 325 чел.